# Мануильский, Михаил Захарович
Михаил Захарович Мануильский (23 мая [4 июня] 1892 — ноябрь 1955) — советский государственный и партийный деятель, журналист, ответственный редактор журнала «Крокодил» (1930—1934).

## Биография
Младший брат Д. З. Мануильского.
Учился в гимназиях в Остроге и Измаиле. В 1911 году поступил в Санкт-Петербургский университет на естественное отделение физико-математического факультета, которое окончил в 1916 году. Специализировался в эмбриологии. Кроме того, в 1913—1916 годах учился на историко-филологическом факультете Санкт-Петербургского университета. Однако этот факультет не окончил, поскольку был призван в армию. Участник I Мировой войны, служил в химической роте, в 1917 году вступил в РСДРП(б).
С 1919 года на государственной и партийной работе в городе Иваново-Вознесенске, был знаком с В. И. Лениным
В 1925—1929 годах — ответственный редактор иваново-вознесенской газеты «Рабочий край» и одноименного журнала, выходившего при газете. Продолжил традиции, заложенные одним из предшествовавших редакторов, А. К. Воронским. Печатал в газете и журнале произведения московских литераторов, в частности, членов литературной группы «Перевал».
С апреля 1930 года — ответственный редактор сатирического журнала «Крокодил». Согласно воспоминаниям сотрудников, отличался «добрым нравом» и «покладистым характером», не умел сердиться. Собрал в журнале ведущих советских сатириков 1930-х гг. Создал условия для комфортной работы И. А. Ильфа, Е. П. Петрова (так, по воспоминаниям Г. Е. Рыклина, именно с подачи Мануильского Ильф и Петров написали фельетон «Литературная отмычка» (впоследствии публиковался под названием «Я, в общем, не писатель») о юмористах-халтурщиках, вышедший в 1932 году в юбилейном номере «Крокодила»), В. П. Катаева, М. Д. Вольпина, А. С. Бухова и др. Адресат писем М. М. Зощенко, активно сотрудничавшего в «Крокодиле». При Мануильском членами редколлегии были Я. М. Бельский (заместитель редактора), И. П. Абрамский (заведующий редакцией) и Л. Д. Митницкий (заведующий литературным отделом).
В марте 1934 года снят с поста редактора, редколлегия распущена, а «Крокодил» передан газете «Правда». Новым редактором «Крокодила» назначен М. Е. Кольцов. Пробыв несколько месяцев заместителем Кольцова, перешел в «Правду» заведующим отделом, был заместителем ответственного секретаря газеты, с 1937 года — член редколлегии «Правды». С 1940 года работал в газете «Труд»: был заместителем главного редактора, членом редколлегии и заведующим отделом.
Своих статей в периодике почти не печатал, был организатором советской печати.
Награждён Орденом Трудового Красного Знамени (1951), медалями «За оборону Москвы» (1945), «За доблестный труд в Великой Отечественной войне 1941—1945 гг.» (1945), «В память 800-летия Москвы» (1947).
Похоронен на Введенском кладбище (21 уч.).
Имя было присвоено Ровенскому государственному педагогическому институту.